# Lijst van beschermd erfgoed in Vresse-sur-Semois
Onderstaande tabel geeft een overzicht van de beschermde erfgoederen in de gemeente Vresse-sur-Semois. Het beschermd erfgoed maakt deel uit van het cultureel erfgoed in België.
| Object                                                  | Bouwjaar/architect | Deelgemeente | Adres                                                   | Coördinaten                   | Nummer?                | Afbeelding            |
| ------------------------------------------------------- | ------------------ | ------------ | ------------------------------------------------------- | ----------------------------- | ---------------------- | --------------------- |
| Pont Saint-Lambert en directe omgeving                  |                    | Vresse       | n.v.t.                                                  | 49° 52' 18" NB, 4° 55' 57" OL | 91143-CLT-0001-01 Info |                       |
| Moulin de Mouzaive                                      |                    | Mouzaive     | Rue de Liboichaut 58-60                                 | 49° 51' 15" NB, 4° 58' 6" OL  | 91143-CLT-0002-01 Info |                       |
| Woonhuis Du Marichaux                                   |                    | Bohan        | Place Henry de la Lindi 25                              | 49° 51' 49" NB, 4° 53' 8" OL  | 91143-CLT-0003-01 Info | Woonhuis Du Marichaux |
| Drinkplaats bij het centrum                             |                    | Sugny        | n.v.t.                                                  | 49° 48' 58" NB, 4° 54' 11" OL | 91143-CLT-0005-01 Info |                       |
| Drinkplaats te Sugny                                    |                    | Sugny        | Place du Vivier                                         | 49° 48' 56" NB, 4° 54' 8" OL  | 91143-CLT-0006-01 Info |                       |
| Drinkplaats                                             |                    | Laforêt      | Rue du Pont de Claies, links van nummer 18 en omstreken | 49° 51' 47" NB, 4° 55' 53" OL | 91143-CLT-0007-01 Info |                       |
| Drinkplaats                                             |                    | Laforêt      | Rue Sainte-Agathe, tegenover nummer 47 en omstreken     | 49° 51' 40" NB, 4° 55' 40" OL | 91143-CLT-0008-01 Info |                       |
| Semoisbedding en -oevers langs beide kanten van de brug |                    |              | n.v.t.                                                  | 49° 50' 51" NB, 4° 58' 2" OL  | 91143-CLT-0009-01 Info |                       |
| Woonhuis (gevel en dak)                                 |                    | Sugny        | Rue de la Paroisse 38                                   | 49° 48' 54" NB, 4° 54' 5" OL  | 91143-CLT-0010-01 Info |                       |
| Woonhuis (gevel en dak)                                 |                    | Laforêt      | Rue du Pont de Claies 22                                | 49° 51' 45" NB, 4° 55' 49" OL | 91143-CLT-0011-01 Info |                       |
| Woonhuis (gevel en dak)                                 |                    | Laforêt      | Rue du Pont de Claies 21                                | 49° 51' 45" NB, 4° 55' 49" OL | 91143-CLT-0012-01 Info |                       |